# 必殺からくり人
『必殺からくり人』（ひっさつからくりにん）は1976年7月30日から10月22日まで、NETテレビ（現・テレビ朝日）系で毎週金曜日22:00 - 22:54に放送された、朝日放送と松竹（京都映画撮影所、現・松竹撮影所）共同製作のテレビ時代劇。全13話。主演は緒形拳。
必殺シリーズの第8作、必殺からくり人シリーズの第1作である。また、必殺シリーズ初の1クール（全13回）物でもある。

## 概要
当時、NHKドラマで高い評価を受けていた早坂暁をメイン・ライターとして迎え、キャストも映画、演劇界の大物だが、テレビの露出は少なかった山田五十鈴、青春スターのイメージが強かった森田健作とジュディ・オング、必殺シリーズの出演は3作目となる緒形拳がキャスティングされた。
鼠小僧や蛮社の獄といった史実を下敷きとし、現代の風景から物語が始まる基本フォーマットなど、時代劇としては挑戦的な試みが随所に見られた。また、必殺シリーズとしても、全話を通して巨悪を登場させたり、頼み人から金を受け取らないなど、それまでの作品とは異なる要素を含んでいる。
劇中における「からくり人」は裏稼業と言っても必ずしも殺しを専門としているわけではなく、『必殺必中仕事屋稼業』の「仕事屋」と同じように、必要に応じて殺しも行うトラブルシューターとしての存在である。また「涙としか手を組まない」と言い放った仇吉の台詞に象徴されるように、より弱者に対して寄り添うエモーショナルな姿勢が強い。結果として、この姿勢を貫いたことが曇りとの対立を決定的にした。また、作中での「からくり人」はあくまで仇吉が率いるメンバーの呼び名であり、曇りとその配下たちは「曇り一家」「曇り組」などと呼ばれ、「悪のからくり人」としては扱われない。
本放送当時、出演者のスケジュールは多忙を極めており、天平ととんぼは第1話では一言しかセリフがなく、メンバーが一堂に会するシーンもない。
プロの殺し屋でありながら、同時に家族的な濃密な人間関係を持った「からくり人」と脚本はドラマとしても高い評価を受け、第2話「津軽じょんがらに涙をどうぞ」は優れたテレビ・ラジオ番組に贈られる、ギャラクシー賞（放送批評懇談会）の選奨を受賞した。早坂は全13話中、10話を執筆しており、必殺シリーズにおける執筆数で見ても、そのほとんどを本作が占める。
『仕事人大集合』（1982年秋）では山田五十鈴、緒形拳、森田健作の「からくり人トリオ」が再結集した。もっとも、本作品からのキャラクターとして復活したのは森田健作の天平のみで、山田五十鈴は『新・必殺仕事人』の三味線屋のおりく、緒形拳は『仕事屋稼業』の半兵衛役だった。
劇場版映画『必殺! THE HISSATSU』では別の役柄だが、山田五十鈴と芦屋雁之助が再共演を果たしている。
しかし、こうした斬新かつ意欲的な試みが、従来の必殺シリーズを見慣れた視聴者にはなかなか受け入れられなかったらしく、視聴率的には苦戦したという。チーフプロデューサーの山内久司は洋泉社「必殺シリーズを創った男」のインタビューで「この時期の作品は、どれも高い視聴率がなかなか取れなかった」とコメントしている。この結果、『新・必殺仕置人』以降は「金を受け取らなければ、頼み人のいかなる頼みも受けない」「頼み人との密接なかかわりを避け、任務遂行のために見殺しにする」など、突き放した視点での非情な殺し屋たちの物語が堅持されていくこととなる。
また、後続番組の『必殺からくり人・血風編』『新・必殺からくり人』『必殺からくり人・富嶽百景殺し旅』と合わせて「からくり人シリーズ」として扱われる場合もある。4作品ともに共通する要素としては、「グループの元締めが女性である」「史実上の人物・事件が物語に大きな関わりを持つ」という点がある。
オープニングナレーションは本編ナレーターの松倉一義ではなく、出演者の山田・芦屋・ジュディ・森田・緒形の５人が六節に別れた文言を一節づつ順に読み上げ、最後の節は前半を山田が、後半を緒方が読み分けるというもの。背景の映像には画面の上半分に５人の集合写真を配置し、下半分には綾取りをする人の手元のアップの動画が置かれた。これは５人が運命を共にする ❝疑似家族❞ であることを暗喩したものである。

## あらすじ
芸者置屋の「花乃屋」一家は、世間に決して言えない秘密が二つあった。それは彼らが八丈島を島抜けした罪人であること。もう一つは彼らが弱い者の恨みを晴らす、からくり人であるということ。
からくり人のメンバーは花乃屋の女主人、仇吉、船頭の藤兵ヱ。仇吉の娘のとんぼ、藤兵ヱの息子のへろ松。花火職人の天平、枕売りの時次郎。彼らを率いる元締は表では骨董商を営む、蘭兵衛。
しかし、別のからくり人組織の元締「曇り」によって、元締の蘭兵衛が殺される。「曇り」は裏で幕府と結び付いており、格安で弱い者の依頼を請け負う彼らを快く思っていなかった。仇吉は蘭兵衛の遺志を引き継ぎ、元締となり、弱者の涙のために恨みを晴らしていく。
時代設定は天保年間で、天保の大飢饉、蛮社の獄などが、物語に織り込まれる。

## 登場人物

### からくり人
夢屋時次郎
演 - 緒形拳
表稼業は安眠枕を売る「夢屋」で川を小船で渡りながら歌を唄いつつ、枕を売っていく。
からくり人の中では行動力に優れ、ねずみ小僧が入牢している牢屋に忍び込んだり、仇吉の頼みで尾張まで飛び、情報収集を行った。作劇上では語り手としての側面を持ち、第1話の冒頭で現代の銀座に姿を見せ、ねずみ小僧の市中引き回しを説明する場面がある。遊び好きで、女に手を出すのが早く、お調子者の一面もある。
島帰りの証である腕の刺青を知り合いの彫物師によって、一本だけ消してもらい、残りの一本も消してもらう約束でいたが、その彫物師はある悪事に利用された末に殺される。
過去にアキという恋人がいたが、彼女が男に絡まれているのを助けようとして誤って、相手の男を殺してしまい、島送りとなる。島抜けをした後、アキは他の男と結婚していた。彼女への想いを捨てきれなかった時次郎は彼女に瓜二つの女郎のしぐれに肩入れするようになる。
しぐれが病気になった時に女郎を差別せず、命を助けてくれた蘭学医の小関三英に恩を感じ、小関が蛮社の獄で自決したことを知るや仇を討つために鳥居耀蔵たちの暗殺を図る。そのために仲間へ累がおよばないよう姿をくらまし、特製の狙撃銃を用意したが、弾道に飛んだ一羽の鳩のために失敗に終わる。最後は身体中に火薬を塗り、「負けて悔しい花一匁」と口ずさみながら五重塔の中で自爆した。
仕掛の天平
演 - 森田健作
百万坪の埋立地に居を構える花火師。赤く発色する火薬を使った花火を得意としており「血染めの天平」の異名を持つ。
血気盛んで、ぶっきらぼうだが、優しい性格である。とんぼに惚れられているようだが、女心には疎く、いつも邪険にする。へろ松と一緒に掘っ立て小屋に住んでいるが、一緒に住むようになった経緯は不明。小屋の中には火薬が大量に置かれており、火付けに合うことが多く、小屋を爆発させられてしまう。
出生に関しては詳しく語られていないが、とんぼと同じ島生まれらしく、幼いころに仇吉らと共に嵐の中を島抜けして以来の縁。とんぼの項で触れられている兄妹説に関しては真偽は不明のままである。
最終話では家を爆破された影響で視力を失い、曇り一家に単身で乗り込み、曇りと共に自爆しようとするも叶わず、自分の花火で爆死した。
花乃屋とんぼ
演 - ジュディ・オング
仇吉の娘。仇吉が八丈島に流された時には既に身籠っており島で産み落とされた。父は、かつて仇吉の男だったが裏切った浮世絵師（歌川延重）。その後も島で暮らし、その間に生きるための術として学習した読唇術をからくり人の仕事としても利用して、悪人の密談を調べる。
日頃から好意を抱く天平とは兄妹かもしれないという会話が仇吉と藤兵ヱの間でされたが、そうなると天平もまた仇吉の子ということになるため、第11話で仇吉によって語られた過去との矛盾が生まれてしまい、真偽は不明のままである。
典型的な現代っ子だが、純粋な性格。
殺しは基本的に行わないが、最終話の曇り一家との全面抗争で、花乃屋に侵入してきた刺客を藤兵ヱに託された匕首で刺殺した。仇吉から最後の願いを託されて上方へ渡り、のちに清元の名手となって明治初頭に活躍した。最終回、歳を重ねたとんぼは山田五十鈴が演じていた。
八尺の藤兵ヱ
演 - 芦屋雁之助
花乃屋の番頭で、普段は屋形船の船頭。仇吉の用心棒も務める。並外れた怪力の持ち主で、柱への突っ張りで家屋全体を揺るがすほどの力を備えている。
へろ松の父親でもあるが、母親については明らかにされていない。普段は陽気な性格だが、甘党で酒が飲めないらしい。
からくり人の一党をまとめる役割を担い、仇吉が自分の心境を吐露することのできる唯一の人物である。情に厚く、殺した相手の抱いていた赤ん坊やその兄を引き取って育てようとしたこともある。
最終話では曇り一家との最終抗争の口火を切り、配下の殺し屋に何発も銃弾を浴び、仇吉の下へ自力で泳ぎながら船を届けた後に息絶える。
八寸のへろ松
演 - 間寛平
藤兵ヱの息子だが島抜けの回想シーンでは舟に乗っておらず、いつ、どこで生まれたのかや母親が誰なのかについては作中で語られないため不明。関西弁を話し、少々間抜けに見える所もあるが、純情で優しい性格。寝小便の癖があり、天平を困らせている。
第1話では蘭兵衛の営む骨董屋「壷屋」で働いていたが、第2話以降は様々な商売を営むが上手く行かず、すぐに止めてしまう。最終話では、とんぼと共に生き残る。
壺屋蘭兵衛
演 - 芦田伸介
第1話にのみ登場する からくり人 の初代 元締で、仇吉らと共に島抜けした間柄である。
「銭を持っていない人間からは銭を受け取れない」という信念を持つ。曇りとは対立しており、彼が放った刺客の襲撃を受けて刺殺された。
花乃屋仇吉
演 - 山田五十鈴
先代の元締 蘭兵衛の配下のからくり人だったが、蘭兵衛の死後は後を引き継いで、元締となる。自らの悲惨な過去ゆえに弱者に同情的で、「涙以外とは手を組まない」が信条。その信念のために外道組織の曇り一家と衝突することになる。
表稼業は三味線の師匠で深川に居を構え、三味線を教えており、夜は屋形船で、流し三味線を弾いている。大の男を向こうに回して一歩も引かない胆力を備え、腕っぷしも立つ。
かつては深川の辰己芸者であり、本名は「艶（えん）」。所帯を持とうと約束していた男に騙されて長崎のオランダ商館長に慰み者にされたために周囲の社会から差別と迫害を受け、芸者を続けることができず鳥追いとなった。自分を騙した男が帯同する長崎奉行の一行に襲いかかり男を殺そうとしたために捕まり、島送りとなった。花乃屋一党は島抜けの際に一緒に脱出した関係である。
最終話で、次々と仲間を失いながらも、娘のとんぼにからくり人の存在を後世まで伝えることを示唆して別れ、曇りと相討ちになり、息絶えた。

### 敵対勢力
曇り
演 - 須賀不二男
裏稼業「曇り一家」の元締で蘭兵衛と競っていた。権力者と癒着しており、金のためなら外道仕事も辞さない。興奮すると、どもる癖がある。
邪魔者の蘭兵衛を刺客を使い抹殺するが、それがきっかけで仇吉率いる花乃屋一党と敵対し、最終話で仇吉と相討ちになり息絶えた。

### ゲスト
第1話 「鼠小僧に死化粧をどうぞ」
- 鼠小僧次郎吉 - 財津一郎
- お松 - 横山道代
- お近 - 原田英子
- 与吉 - 金井進二
- 侍 - 浜伸二
- 与力 - 梶本潔
- 殺し屋の女 - 山村嵯都子
- 娘買 頭領 - 伊豆吾朗
- 老女 - 高木峯子
- 瓦版屋 - 赤井圭昌
- 幕府高官 - 北原将光
- 牢役人 - 宮川珠季
- 奉行奥方 - 小野朝美
- 坊主 - 大迫英喜
- 若い女 - 倉谷礼子
- 与吉の女房 - 服部明美

第2話 「津軽じょんがらに涙をどうぞ」
- 弥蔵 - 岡田英次
- おゆう - 中川三穂子（幼少期 - 桑垣浩子）
- 新門辰五郎 - 花柳喜章
- おえい - 中島葵
- 長右ヱ門 - 中井啓輔
- 弥蔵の配下 - 大橋壮多
- 大山 - 西田良
- 玉屋 - 伊東亮英
- 鍵屋 - 市川男女之助
- 沢村 - 宍戸大全
- 甘酒屋娘 - 中塚和代

第3話 「賭けるなら女房をどうぞ」
- 魚屋の伝次 - 古川ロック
- 備前屋 - 青木義朗
- 麻吉 - 草野大悟
- キヨ - 石川えり子
- 喜代造 - 堀勝之祐
- 篠崎頼母 - 谷口完
- 会田 - 唐沢民賢
- おふさ - 宮田圭子
- キヨの母親 - 島村昌子
- 村の男 - 松尾勝人
- 長屋の男 - 千代田進一
- 長屋のおかみ - 太田優子
- 用心棒 - 堀北幸夫

第4話 「息子には花婿をどうぞ」
- 邦江 - 高田美和
- 安斉利正 - 佐々木功
- その母 久 - 原泉
- 村上新之介 - 高峰圭二
- 紫茶屋夢三郎 - 西川鯉之亟
- 紫茶屋美少年 - 片岡秀寿
- おけい - 白川淳子
- 治右衛門 - 酒井哲
- 直 - 沢美津子
- 美女 - 芦屋凡凡
- たんす屋主人 - 日高久
- 佐市 - 花岡秀樹
- 腰元 - 志村鈴子
- 物売り - 広田和彦
- 町人 - 松尾勝人
- 町人 - 平井靖

第5話 「粗大ゴミは闇夜にどうぞ」
- 港屋 多恵 - 弓恵子
- 目付 北川佐十郎 - 新田昌玄
- やくざ政吉 - 内田勝正
- 大前田英五郎 - 金田竜之介
- 番頭 浜兵衛 - 石浜祐次郎
- 半田屋 - 永野達雄
- 中番頭 - 松尾勝人
- 人夫頭 - パンク鳴也
- 政吉の手下 - 暁新太郎
- 政吉の手下 - 丸尾好広
- 男 - 前田竜男

第6話 「秘めごとは白い素肌にどうぞ」
- お藤 - 大関優子
- 長崎屋 仙右ヱ門 - 山形勲
- 伊佐吉 - 大塚吾郎
- 高利貸し - 浜伸二
- オランダ人 - サミュエル・スピテリ
- おしん - 松谷令子
- ボタンの女 - 森田潤子
- 女郎屋 主人 - 松田明
- 船頭 - 乃木年雄
- 番頭 - 石沢健
- 牛太郎 - 井上茂
- 芸者 - 中西恵里子
- 乾分 - 広田和彦
- 乾分 - 淡路康

第7話 「佐渡からお中元をどうぞ」
- おゆう - 柴田美保子
- 氷奉行 葉山 - 五味龍太郎
- 伝造 - 長島隆一
- 岡っ引 喜八 - 不破潤
- 手下 与助 - 美鷹健児
- 徳川家慶 - 玉生司朗
- 藩主 北沢 - 市川男女之助
- 岡っ引 - 暁新太郎
- 太平 - 伊波一夫
- 警備の侍 - 広田和彦
- 警備の侍 - 鈴木義章
- 警備の侍 - 松尾勝人
- 警備の侍 - 横堀秀勝

第8話 「私ハ待ッテル一報ドウゾ」
- 新兵ヱ - 早川保
- ふゆ - 高田敏江
- せん - 西崎みどり
- ヤス - 荒砂ゆき
- 天斎 - 梅津栄
- 彦市 - 前田俊和
- 喜三 - 山本弘
- せんの母 - 小林泉
- タネ - 香月京子
- 竹井 - 千葉保
- 久右ヱ門 - 溝田繁
- 越前屋 - 北原将光
- 番頭 - 北村光生
- 小女 - 吉田さとみ

第9話 「食えなければ江戸へどうぞ」
- 高田屋惣兵ヱ - 天津敏
- 弥助 - 小宮守
- おすえ - 高樹蓉子
- 戻し屋吉五郎 - 石山雄大
- 松造 - 西川ヒノデ
- 内藤 - 堀北幸夫
- 遊女屋主人 - 伊波一夫
- やり手婆さん - 小林加奈枝
- 地廻り - 広田和彦
- 同心 - 東悦次
- 同心 - 扇田喜久一
- 役人 - 滝譲二
- 役人 - 宮川珠季
- 宿の親爺 - 藤川準
- 女郎 - 和田かつら

第10話 「お上から賞金をどうぞ」
- 円蔵 - 山本麟一
- 米吉 - 根岸一正
- 緑水 - 穂高稔
- おさと - 吉本真由美
- 兵作 - 小林芳宏
- 孫蔵 - 寺島雄作
- 居酒屋内儀 - 佐名手ひさ子
- 町の人 - 藤川準
- 町の人 - 菊野昌代志
- 町の人 - 大杉純

第11話 「私にも父親をどうぞ」
- 歌川延重 - 垂水悟郎
- 妻木良正 - 藤岡重慶
- 大目付 本多 - 武周暢
- キャピタン - マイケル・ニューマン
- 混血の娘 - タビヤ・マルカーネン
- 混血の娘 - モニカ・ジョンソン
- 料亭の女 - 内村レナ
- 屋台のおやじ - 北見唯一
- 料亭の女将 - 河東けい
- 店の男 - 松尾勝人
- 殺し屋 - 丸尾好広
- 殺し屋 - 東悦次

第12話 「鳩に豆鉄砲をどうぞ」
- 鳥居耀蔵 - 岸田森
- しぐれ / アキ（二役） - 赤座美代子
- 花沢老人 - 汐路章
- 水野忠邦 - 酒井哲
- 後藤三右ヱ門 - 沖時男
- 花井虎一 - 出水憲司
- やり手婆さん - 小林加奈枝
- 渡辺崋山 - 千葉保
- 高野長英 - 森秀人
- 小関三英 - 北原将光

第13話 「終りに殺陣をどうぞ」
- 備前屋 - 早川雄三
- 喜十郎 - 五味龍太郎
- 料亭の女将 - 三浦徳子
- 殺し屋の女 - 田中明美
- 曇の配下 - 笹吾朗
- 雲の配下 - 黛康太郎
- 雲の配下 - 宮川珠季
- 雲の配下 - 加茂雅幹
- 雲の配下 - 渡辺憲悟
- 雲の配下 - 赤井圭昌
- 雲の配下 - 丸尾好広
- 雲の配下 - 広田和彦
- 雲の配下 - 横堀秀勝
- 雲の配下 - 鈴木義章

## 殺し技
夢屋時次郎
先端を鋭く尖らせた枕作り用の鉄べらで悪人の首筋を斬る、刺す。第4話では集団戦用に長匕首を使用、第12話では狙撃用に、銃を使用している。
仕掛の天平
携帯用の特製花火を悪人の口の中に入れ、その体内（胃の中）で爆発させる。その際、爆発の様子を写した透視映像が付く。
相手を打上花火の中に突っ込ませる（第2話）、花火を相手の口の中に入れてから、池に突き落とす（第4話、爆発は相手が沈んだ所から、大量の泡が湧き上がることで表現）等のバリエーションがある。
護身用の短刀を常に携帯し、悪人の急所を突き刺す（第6話）。
八尺の藤兵ヱ
特定の殺しの道具はなく、人並み外れた腕力を用いて、状況に応じた殺し方を見せる。手拭いを悪人の口元に巻き付けて動きを止め、溺死させる（第1、4話）。手拭いで、悪人の首を絞める（第10話）、悪人の首の骨を折る（第2話）、悪人の短刀を奪い、その場で突き刺す（第8話）。
花乃屋仇吉
三味線の撥（ばち）で、悪人の首筋（喉元）を斬る。

## スタッフ
- 制作 - 山内久司、仲川利久（朝日放送）、櫻井洋三（松竹）
- 脚本 - 早坂暁、中村勝行（第6、9話）、保利吉紀（第10話）
- 音楽 - 平尾昌晃
- 編曲 - 竜崎孝路
- ナレーター

劇中 - 松倉一義
次回予告 - 野島一郎
- 監督 - 蔵原惟繕、工藤栄一、大熊邦也、松野宏軌
- 制作協力 - 京都映画撮影所（現・松竹撮影所）
- 制作 - 朝日放送、松竹

## 主題歌
- 川谷拓三「負犬の唄」[15]（キャニオンレコード）
作詞：荒木一郎、作曲：平尾昌晃、編曲：竜崎孝路
時代劇の主題歌に、初めて「バス」や「ブルース」という現代の歌詞が含まれた。
次作『必殺からくり人・血風編』の主題歌としても使用された（歌詞は2番）。

## 放送日程
- 強調部は、サブタイトルのフォーマット。

| 話数   | 放送日         | サブタイトル               | 脚本     | 監督     | 備考   |
| ------ | -------------- | -------------------------- | -------- | -------- | ------ |
| 第1話  | 1976年07月30日 | 鼠小僧に死化粧をどうぞ     | 早坂暁   | 蔵原惟繕 | [ 16 ] |
| 第2話  | 1976年08月06日 | 津軽じょんがらに涙をどうぞ | 早坂暁   | 蔵原惟繕 | [ 17 ] |
| 第3話  | 1976年08月13日 | 賭けるなら女房をどうぞ     | 早坂暁   | 工藤栄一 |        |
| 第4話  | 1976年08月20日 | 息子には花婿をどうぞ       | 早坂暁   | 工藤栄一 |        |
| 第5話  | 1976年08月27日 | 粗大ゴミは闇夜にどうぞ     | 早坂暁   | 大熊邦也 |        |
| 第6話  | 1976年09月03日 | 秘めごとは白い素肌にどうぞ | 中村勝行 | 松野宏軌 | [ 18 ] |
| 第7話  | 1976年09月10日 | 佐渡からお中元をどうぞ     | 早坂暁   | 松野宏軌 | [ 19 ] |
| 第8話  | 1976年09月17日 | 私ハ待ッテル一報ドウゾ     | 早坂暁   | 蔵原惟繕 |        |
| 第9話  | 1976年09月24日 | 食えなければ江戸へどうぞ   | 中村勝行 | 松野宏軌 |        |
| 第10話 | 1976年10月01日 | お上から賞金をどうぞ       | 保利吉紀 | 松野宏軌 |        |
| 第11話 | 1976年10月08日 | 私にも父親をどうぞ         | 早坂暁   | 工藤栄一 |        |
| 第12話 | 1976年10月15日 | 鳩に豆鉄砲をどうぞ         | 早坂暁   | 蔵原惟繕 | [ 20 ] |
| 第13話 | 1976年10月22日 | 終りに殺陣をどうぞ         | 早坂暁   | 工藤栄一 |        |

## ネット局
系列は放送当時のもの。
| 放送対象地域   | 放送局           | 系列                                        | 備考                                          |
| -------------- | ---------------- | ------------------------------------------- | --------------------------------------------- |
| 近畿広域圏     | 朝日放送         | NETテレビ系列                               | 制作局 現・朝日放送テレビ                     |
| 関東広域圏     | NETテレビ        | NETテレビ系列                               | 現・テレビ朝日                                |
| 北海道         | 北海道テレビ     | NETテレビ系列                               |                                               |
| 青森県         | 青森テレビ       | TBS系列                                     |                                               |
| 岩手県         | 岩手放送         | TBS系列                                     | 現・IBC岩手放送                               |
| 宮城県         | 東日本放送       | NETテレビ系列                               |                                               |
| 秋田県         | 秋田テレビ       | フジテレビ系列                              |                                               |
| 山形県         | 山形放送         | 日本テレビ系列                              |                                               |
| 福島県         | 福島テレビ       | TBS系列 フジテレビ系列                      |                                               |
| 新潟県         | 新潟総合テレビ   | フジテレビ系列 日本テレビ系列 NETテレビ系列 | 現・NST新潟総合テレビ                         |
| 長野県         | 長野放送         | フジテレビ系列                              |                                               |
| 山梨県         | テレビ山梨       | TBS系列                                     |                                               |
| 富山県         | 富山テレビ       | フジテレビ系列                              |                                               |
| 石川県         | 北陸放送         | TBS系列                                     |                                               |
| 福井県         | 福井テレビ       | フジテレビ系列                              |                                               |
| 静岡県         | 静岡放送         | TBS系列                                     |                                               |
| 中京広域圏     | 名古屋テレビ     | NETテレビ系列                               |                                               |
| 鳥取県・島根県 | 山陰放送         | TBS系列                                     |                                               |
| 岡山県         | テレビ岡山       | フジテレビ系列 NETテレビ系列                | 現・岡山放送 当時の放送免許エリアは岡山県のみ |
| 広島県         | 広島ホームテレビ | NETテレビ系列                               |                                               |
| 山口県         | テレビ山口       | TBS系列 フジテレビ系列 NETテレビ系列        |                                               |
| 徳島県         | 四国放送         | 日本テレビ系列                              |                                               |
| 香川県         | 瀬戸内海放送     | NETテレビ系列                               | 当時の放送免許エリアは香川県のみ              |
| 愛媛県         | 南海放送         | 日本テレビ系列                              |                                               |
| 高知県         | テレビ高知       | TBS系列                                     |                                               |
| 福岡県         | 九州朝日放送     | NETテレビ系列                               |                                               |
| 長崎県         | 長崎放送         | TBS系列                                     |                                               |
| 熊本県         | 熊本放送         | TBS系列                                     |                                               |
| 大分県         | 大分放送         | TBS系列                                     |                                               |
| 宮崎県         | 宮崎放送         | TBS系列                                     |                                               |
| 鹿児島県       | 南日本放送       | TBS系列                                     |                                               |
| 沖縄県         | 琉球放送         | TBS系列                                     |                                               |

## 前後番組
| NET系 金曜22時台（当時はABCの制作枠）        | NET系 金曜22時台（当時はABCの制作枠）             | NET系 金曜22時台（当時はABCの制作枠）                     |
| 前番組                                       | 番組名                                            | 次番組                                                    |
| -------------------------------------------- | ------------------------------------------------- | --------------------------------------------------------- |
| 必殺仕業人 （1976年1月16日 - 1976年7月23日） | 必殺からくり人 （1976年7月30日 - 1976年10月22日） | 必殺からくり人・血風編 （1976年10月29日 - 1977年1月14日） |